# Groß Stieten
Groß Stieten ist eine Gemeinde im Landkreis Nordwestmecklenburg in Mecklenburg-Vorpommern (Deutschland). Die Gemeinde wird vom Amt Dorf Mecklenburg-Bad Kleinen mit Sitz in der Gemeinde Dorf Mecklenburg verwaltet.

## Geografie
Groß Stieten liegt zwischen der Hansestadt Wismar und dem Nordufer des Schweriner Sees. Die Umgebung ist leicht hügelig, sie bildet einen Teil der Nordsee-Ostsee-Wasserscheide.
Zu Groß Stieten gehört der Ortsteil Neu Stieten.

## Geschichte
Groß Stieten wurde geprägt durch das Gut mit seinem Gutshaus und den Wirtschaftsgebäuden sowie den Bauernkaten. Der Ort war in früher Zeit vermutlich im Besitz der Ritter von Rambow, die im südlichen Raum von Wismar verbreitet waren. Es folgte die Familien von Hagen bis zum 17. Jahrhundert und von Zülow. Vermutlich befand sich Groß Stieten mit den Dörfern Neu Stieten und Grapen-Stieten lange in einer Hand.  
Nach 1945 war hier das volkseigene Gut. In den 1950er Jahren bildete sich eine Agrarschule, deren Gebäude zum Teil noch heute existieren. Der Ort wurde im Kreis Wismar zur bedeutendsten Ausbildungsstätte für landwirtschaftliche Berufe.

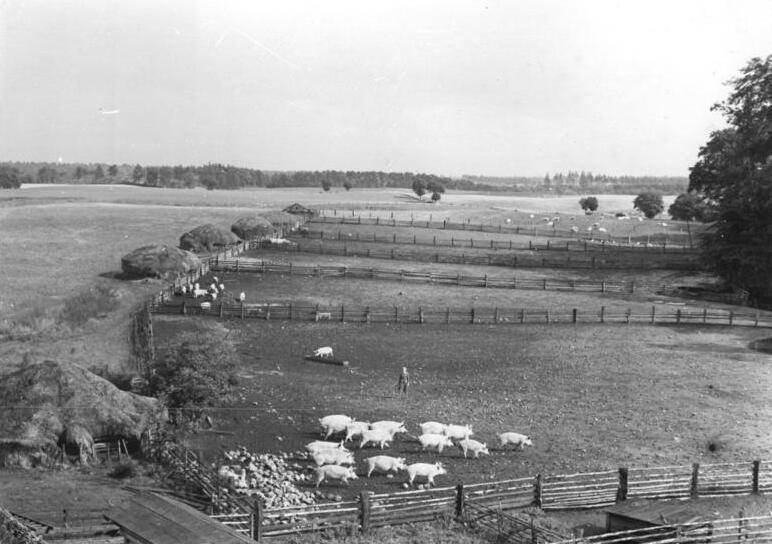
Volkseigenes Gut Groß Stieten 1953

1952/53 wurde in dem Dorf ein Volkseigenes Gut (VEG) gegründet, das über kein Agrarland verfügte, sondern als Tierzucht und -aufzuchtbetrieb arbeitete. Unter Betriebsdirektor Erich Tack und auch danach erlebte das Dorf seine größte Blüte, die Einwohnerzahl stieg bis in die 1980er Jahre auf fast 1500. Das VEG (Z) Tierzucht betrieb auch die Gaststätte Mecklenburger Mühle.

In und um Groß Stieten entstanden mehrere Betriebe, hervorzuheben ist die Sauenaufzuchtanlage Losten (SAZA, Tierzucht Gut Losten GmbH) von 1972 sowie eine Geflügelzuchtanlage. Beide Betriebe existieren noch  (2015).
1990 wurde der fehlende Landbesitz zu einem Problem. Das VEG als Staatsbetrieb wurde aufgelöst, feste Strukturen außerhalb dieses Betriebes gab es aber kaum. Das Dorf verlor um 60 % seiner Einwohner und konnte bis um 2007 seine Einwohnerzahl um 11 % steigern.
Neu Stieten gehörte früher zu den Gütern von Groß Stieten. Von 1871 bis 1945 befand sich das Gut im Besitz der Familie Thormann.

## Politik

### Gemeindevertretung und Bürgermeister
Der Gemeinderat besteht (inkl. Bürgermeister) aus 8 Mitgliedern. Die Wahl zum Gemeinderat am 26. Mai 2019 hatte folgende Ergebnisse:
| Partei/Bewerber                 | Prozent | Sitze |
| ------------------------------- | ------- | ----- |
| Wählergemeinschaft Groß Stieten | 54,47   | 5     |
| CDU                             | 45,53   | 3     |

Bürgermeister der Gemeinde ist Steffen Woitkowitz, er wurde mit 52,58 % der Stimmen gewählt.

### Wappen, Flagge, Dienstsiegel
Die Gemeinde verfügt über kein amtlich genehmigtes Hoheitszeichen, weder Wappen noch Flagge. Als Dienstsiegel wird das kleine Landessiegel mit dem Wappenbild des Landesteils Mecklenburg geführt. Es zeigt einen hersehenden Stierkopf mit abgerissenem Halsfell und Krone und der Umschrift „GEMEINDE GROß STIETEN • LANDKREIS NORDWESTMECKLENBURG“.

## Wirtschaft und Infrastruktur
Die Gemeinde ist wegen der Nähe zur Ostsee und den guten Verkehrsanbindungen ein Standort für die Ansiedlung von Handwerksbetrieben, aber auch attraktiver Wohnplatz für Städter aus dem nahen Wismar geworden. Neben einigen kleinen Firmen, wie Tischlereien, Metallbaubetriebe und einem Veranstaltungsunternehmen gibt es in Groß Stieten eine Pferdezucht, einen Legehennenbetrieb sowie private Viehzucht- und Ackerbaubetriebe. 

## Verkehrsanbindung
Groß Stieten liegt an der Bundesstraße 106 zwischen der Hafenstadt Wismar und der Landeshauptstadt Schwerin; sieben Kilometer nördlich der Gemeinde führt die Bundesautobahn 20 vorbei. Die nächsten größeren Bahnhöfe befinden sich in Wismar und in der Nachbargemeinde Bad Kleinen.